# Бадхен

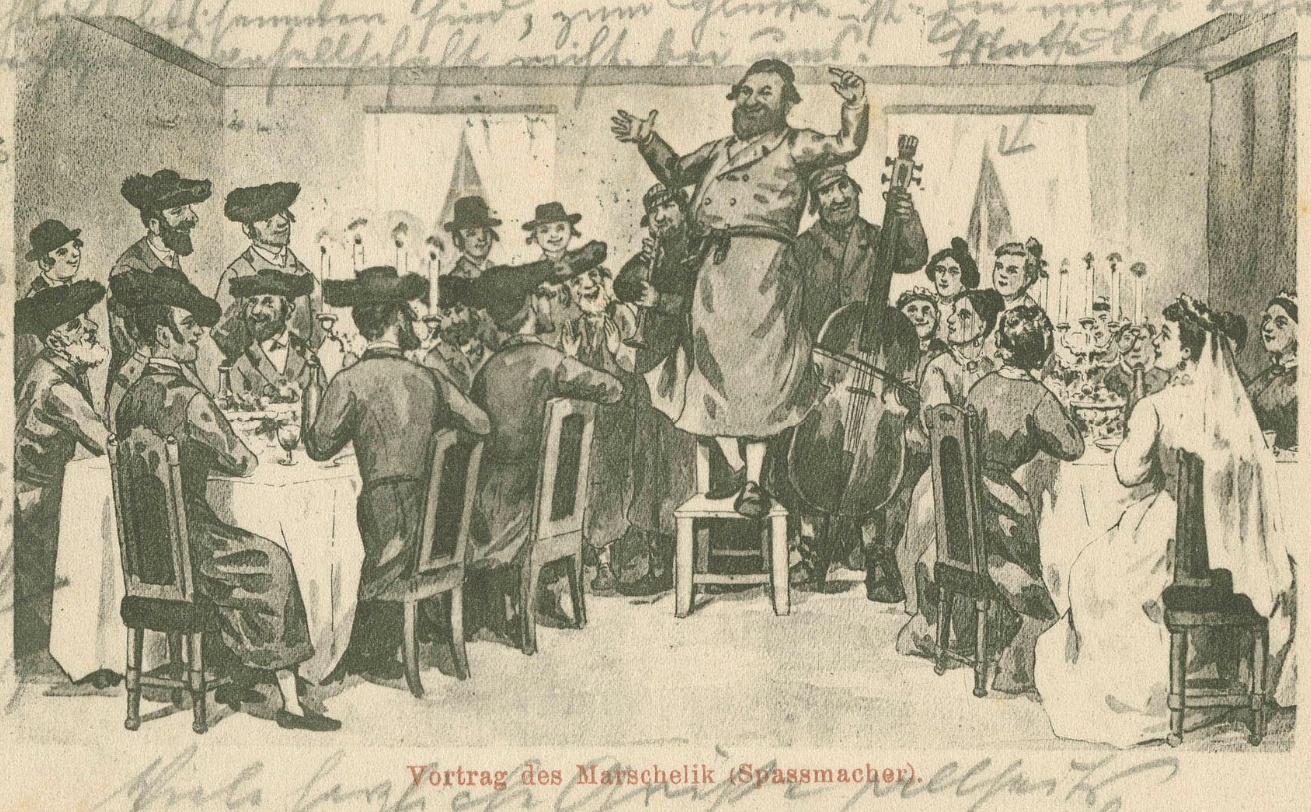
Листівка 1903 року, на якій показано бадхена, який виступає на єврейському весіллі

Ба́дхен (у мн. бадхо́нім, від ашкеназськ. івриту та ідиша בַּדְחָן — тамада, в сучасному івриті бадха́н, від арам. у євреїв-ашкеназів.
Бадхен вважався неодмінним учасником весільної урочистості. У середньовічній Європі існували мандрівні бадхоніми, які також називалися лейцин. Як правило, бадхена та музикантів-клезмерів наймала родина нареченого. У Східній Європі, насамперед у Польщі та в Україні, професійні бадхени існували і в Новий час, аж до Другої світової війни. У громадах ультраортодоксальних євреїв вони збереглися досі, особливо у хасидів, де бадхен виконує обов'язки «придворного блазня» (їдиш хойфнар) хасидського цадика, і в його функції також входить розповідь легенд про реббе і хадиків і його предків. Так, знаменитий Гершеле Острополер був блазнем реббі  Боруха з Меджибожа.
Після весілля бадхен веселить нареченого і наречену, співаючи жартівливі вірші про сім'ї, які щойно одружилися під спеціальну мелодію, після чого виконується «міцве танц» на честь нареченої.
Це слово є основою для єврейських прізвищ Бадхан, Бадхен, Бодхен та інших.

## Інтернет-ресурси
- YIVO Encyclopedia article "Badkhonim"